# Careproctus scottae
Careproctus scottae is een straalvinnige vissensoort uit de familie van snotolven (Cyclopteridae). De wetenschappelijke naam van de soort is voor het eerst geldig gepubliceerd in 1934 door Chapman & DeLacy.